# トニー・コフィ
トニー・コフィ（Tony Kofi、1966年7月10日 - ）は、イギリスのジャズ・サックス奏者にしてフルート奏者。彼はトリオとカルテットを率いているほか、モンク・リベレーション・バンドの共同創設者でもある。彼のトリオには、ドラマーのウィンストン・クリフォードと、ハモンドB3のオルガン奏者アンダース・オリンダーが在籍する。コフィはSpecific Jazzというレーベルと契約している。BBCジャズ・アワードを2回受賞。それは、2008年のベスト・インストゥルメンタリスト賞と、2005年のアルバム『All Is Know』によるベスト・アルバム賞である。コフィは、1998年にグランド・ユニオン・オーケストラに参加して以来、著名な演奏家となっている。2021年5月、コフィはBBCラジオ4に出演し、その生い立ちと、サックスを始めるきっかけとなった人生を変える出来事について語った。

## ディスコグラフィ

### リーダー・アルバム
- Plays Monk: All Is Know (2004年、Specific Jazz)
- Future Passed (2006年、Specific Jazz)
- The Silent Truth (2008年、Specific Jazz)
- For the Love of Ornette (2011年、Jazzwerkstatt) ※with ジャマラディーン・タクマ
- 『ポイント・ブランク』 - Point Blank (2018年、The Last Music Company)
- Another Kind Of Soul (2020年、The Last Music Company) ※ライブ

ソース: